# Euhesma hemixantha
Euhesma hemixantha är en biart som först beskrevs av Cockerell 1914.  Euhesma hemixantha ingår i släktet Euhesma och familjen korttungebin. Inga underarter finns listade i Catalogue of Life.